# Paul van den Broeck
Paul van den Broeck (18. září 1904 – 1. dubna 1972) byl belgický reprezentační hokejový útočník a bobista.
V roce 1924 byl členem belgického hokejového týmu, který skončil osmý na zimních olympijských hrách. Na týchž ZOH získal bronzovou medaili ve čtyřbobech.